# Хризостом (Пулупатис)
Митрополи́т Хризосто́м (греч. Μητροπολίτης Χρυσόστομος, в миру Георгиос Пулупа́тис, греч. Γεώργιος Πουλουπάτης; род. 1883, Алагония, Мессения — 27 апреля 1956, Афины, Греция) — епископ греческой старостильной юрисдикции ИПЦ Греции «матфеевцы»; митрополит Мессенский (1952—1956).

## Биография
Родился в 1883 году в Алагонии, в Мессении, в Греции. По исполнении совершеннолетия, в 1901 году вступил общину одного из аскетов и подвижников того времени — Илии Панагулаки (1873—1918) и подвизался в основанном им монастыре Благовещения Пресвятой Богородицы в Каламате, где был пострижен в монашество с именем Герасим.
В 1926 году был последовательно рукоположен в сан иеродиакона и иеромонаха. В 1934 году вместе с игуменом Благовещенского монастыря и двадцатью членами Братства присоединяется к Истинно-православной церкви в связи с чем были изгнаны из обители.
В 1952 году был избран митрополитом Мессении и рукоположен в сан епископа с наречением имени Хризостом. Митрополит Элладской православной церкви Хризостом (Даскалакис) добился ареста митрополита Хризостома и ссылки его в монастырь Димиодис.
Скончался 27 апреля 1956 года в госпитале в Афинах. Панихида над ним была совершена вне закрытого полицией храма Благовещения Пресвятой Богородицы. Похоронен на кладбище Благовещенского монастыря (Σκήτης Παναγουλάκη) в Каламате.